# Pedro Enrique Alfonso
Pedro Enrique Alfonso Barrios (Ovalle, 25 de marzo de 1903 - Santiago, 10 de septiembre de 1977) fue un abogado, profesor y político chileno, miembro del Partido Radical (PR), del cual fue su presidente entre 1934 y 1936 y en 1959. Se desempeñó como diputado de la República en representación de la 4.ª Agrupación Departamental, durante dos periodos consecutivos entre 1933 y 1938. Luego, ejerció seguidamente como ministro de Estado bajo los gobiernos de cuatro presidentes: Pedro Aguirre Cerda, Juan Antonio Ríos, Gabriel González Videla y Jorge Alessandri Rodríguez.

## Familia y estudios
Nació en la comuna chilena de Ovalle el 25 de marzo de 1903, hijo de Pedro Lincoln Alfonso Muñoz y María Luisa Barrios Barrios, fue nieto del también político e ingeniero Antonio Alfonso Cavada, así como sobrino de Federico Alfonso Muñoz.
Realizó sus estudios primarios en el Liceo de Ovalle, en la zona centro-norte del país, y los secundarios en el Internado Nacional Barros Arana de la capital chilena. Luego, continuó los superiores en la Escuela de Derecho de la Universidad de Chile, jurando como abogado el 4 de diciembre de 1925. Su tesis se denominó: Juzgados de letras de menor cuantía. Organización, competencia, procedimiento. Durante su vida estudiantil, fue presidente del Centro de Estudiantes Universitarios de Coquimbo y del Centro de Estudiantes de Derecho de su universidad en Santiago.
Se casó en Santiago el 11 de julio de 1931 con Esperanza González Toro (hija de José Bruno González Julio y Carmela Toro), con quien tuvo cuatro hijos: Esperanza, Carmen, Pedro José y Pedro Enrique. Entre sus nietos se encuentra el abogado Gerardo Varela Alfonso, quien fuera ministro de Educación durante el segundo gobierno de Sebastián Piñera.

## Carrera profesional
Inició su profesión en Temuco, donde fue procurador del número y luego profesor de educación cívica en el Liceo de Hombres de dicha ciudad, desde 1927 hasta 1929. Más adelante, fue oficial segundo del 5.º Juzgado del Crimen de Santiago; empleado de la fiscalía de la Corte de Apelaciones de Temuco; procurador del número de dicha Corte en 1928; y juez titular del departamento de Ovalle, desde el 8 de enero de 1929. Jubiló como abogado el 11 de junio de 1956.
Entre otras actividades y cargos que ejerció, fue presidente de la aerolínea LAN Chile y del consejo del diario La Nación; consejero del Banco Central de Chile; presidente de la Compañía Industrial Vera S.A. y director de Confecciones Brolly S.A. y de Comandari S.A. Hilados y Paños de Lana; presidente de la Sociedad Agrícola y Ganadera de Ovalle y director de la firma Agroservicio. También fue representante general de la Corporación de Ventas del Salitre y Yodo (Covensa) en Europa, y agregado comercial ad honorem, a la embajada de Londres, Inglaterra.
Paralelamente, se dedicó a la agricultura, siendo propietario del fundo "Camarico", ubicado en la comuna de Punitaqui.

## Carrera política

### Parlamentario
Militó desde joven en el Partido Radical (PR), agrupación política en que su abuelo paterno y bisabuelo materno, habían sido fundadores. Ya a los quince años publicaba comentarios políticos en el diario La Construcción de Ovalle. En esa calidad fue presidente de la colectividad dicha comuna, y presidente nacional en los años 1934-1936 y 1959.
En las elecciones parlamentarias de 1932, fue elegido como diputado por la 4.ª Agrupación Departamental de La Serena, Elqui, Ovalle e Illapel, por el periodo legislativo 1933-1937. En la instancia, integró la Comisión Permanente de Constitución, Legislación y Justicia; y la de Agricultura y Colonización; fue diputado reemplazante en la Comisión Permanente de Hacienda.
En las elecciones parlamentarias de 1937, fue reelecto como diputado por la misma 4.ª Agrupación Departamental, por el período 1937-1941; fue diputado reemplazante en la Comisión Permanente de Constitución, Legislación y Justicia y en la de Vías y Obras Públicas; e integró la Comisión Permanente de Hacienda. Sin embargo, no logró completar este mandato debido a su incorporación como ministro de Estado en el gabinete del presidente Pedro Aguirre Cerda, en diciembre de 1938. Lo reemplazó en su escaño su tío, Federico Alfonso Muñoz, que prestó el juramento de estilo el 1 de marzo de 1939.
Durante su labor parlamentaria algunos de sus proyectos más destacados versaron sobre fomento agropecuario y otros sobre ordenamiento presupuestario; el de divorcio con disolución del vínculo matrimonial; y el de probidad administrativa.

### Ministro de Estado y candidato presidencial
Fue nombrado ministro del Interior, el 24 de diciembre de 1938, bajo el gobierno del presidente radical Pedro Aguirre Cerda, manteniéndose en ese cargo hasta el 26 de diciembre de 1939. En esta cartera le tocó enfrentar el terremoto de Chillán de enero de ese último año. Luego fue reasignado como ministro de Hacienda, desde la fecha anterior hasta el 7 de noviembre de 1940.
Años más tarde, en la administración del también radical presidente Juan Antonio Ríos, fue nombrado como ministro de Economía y Comercio, responsabilidad que ejerció entre el 14 de mayo de 1945 y el 3 de febrero de 1946.
Durante la administración de Gabriel González Videla —el tercer mandatario radical seguido del país— fue nuevamente nombrado como ministro del Interior, sirviendo en el puesto desde el 27 de febrero de 1950 hasta el 29 de marzo de 1951. Con motivo de un viaje a los Estados Unidos del presidente González Videla, asumió como vicepresidente de la República, desde el 11 de abril al 8 de mayo de 1950.

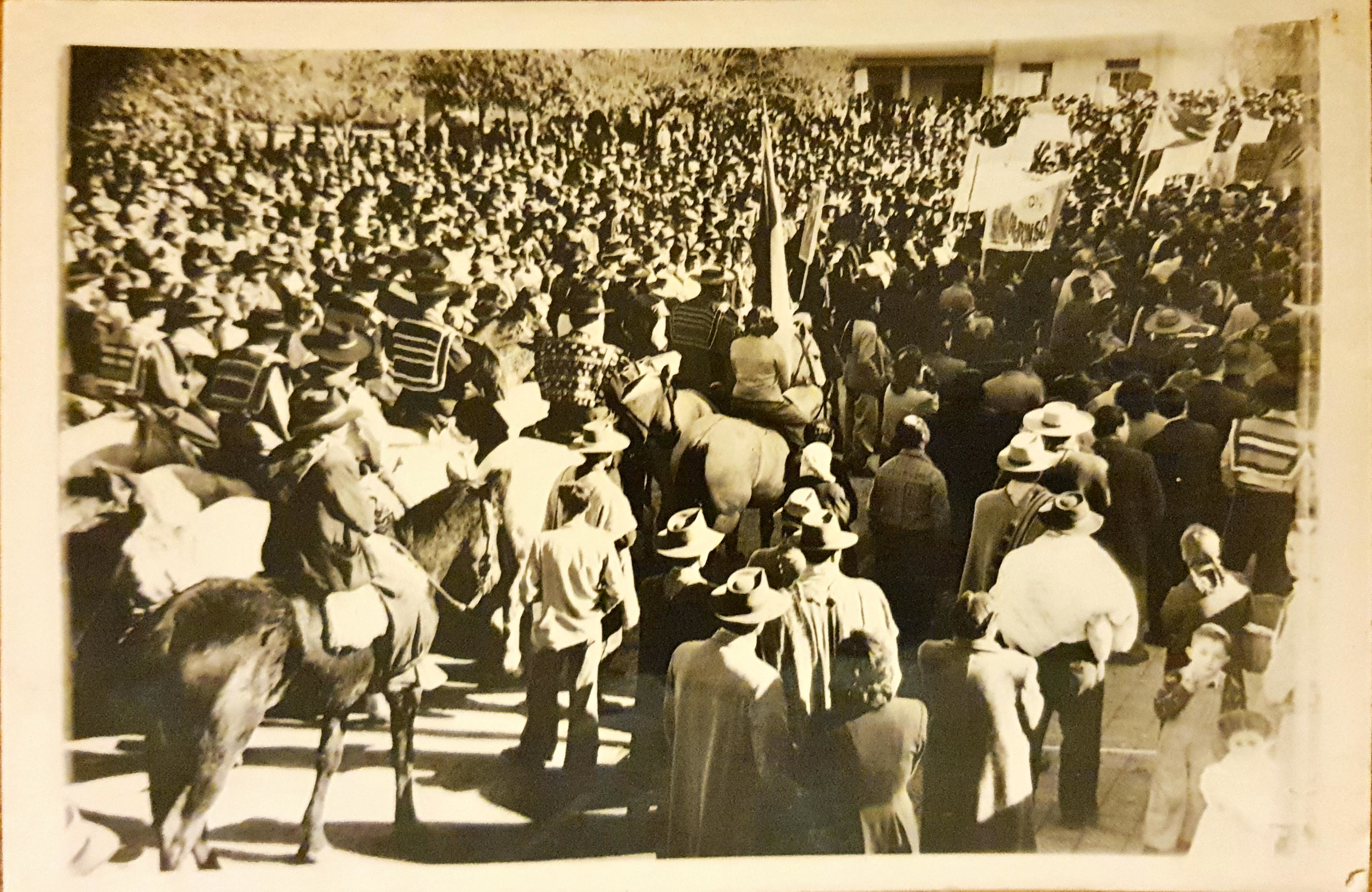
Proclamación como candidato a presidente en San Carlos, 31 de mayo de 1952.

Con la 'venia' de González Videla, fue candidato de su partido en la elección presidencial de 1952, contando con el apoyo del Partido Radical, la Falange Nacional y una fracción del Partido Democrático. Obtuvo el tercer lugar en los comicios, alcanzando 190.360 votos equivalentes al 19,95% de los sufragios, cifra que fue sobrepasada largamente por las obtenidas por el liberal Arturo Matte (27,81%) y el militar y exmandatario Carlos Ibáñez del Campo (46,79%), a la postre presidente de la República.
Con posteridad, en el marco del gobierno del presidente Jorge Alessandri, el 1 de agosto de 1963 fue nombrado ministro de Agricultura, dejando el cargo el 14 de septiembre del mismo año.

### Expulsión del Partido Radical
En 1969 fue expulsado de la tienda radical por estar contra la unión con comunistas y socialistas, los cuales apoyaban la candidatura de Salvador Allende de cara a la elección de 1970. Entonces fundó el "Movimiento Recuperacionista Radical", y posteriormente fue presidente del partido Democracia Radical y, en ese cargo, fue opositor al gobierno de la Unidad Popular (UP) que lideró Allende entre 1970 y 1973.

### Fallecimiento y legado
Falleció en la Clínica Santa María de Santiago el 10 de septiembre de 1977, a los 74 años, víctima de una enfermedad cardíaca. Sus restos fueron sepultados al día siguiente en el mausoleo que tenía la familia en la ciudad de Ovalle. En esa comuna, se encuentra un busto en su memoria, ubicado específicamente en la Alameda de Ovalle en el bandejón entre las calles Vicuña Mackenna e Independencia. En abril de 2018, con la presencia del alcalde de Ovalle, Claudio Rentería, integrantes del concejo municipal y el entonces ministro de Educación Gerardo Varela Alfonso (uno de sus nietos), fue reinaugurado el monumento.